# マッハ (ケルト神話)

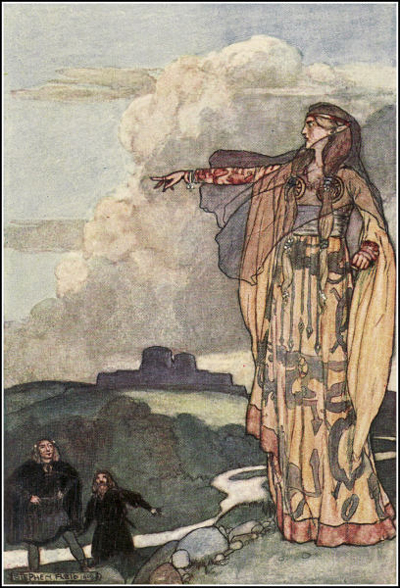
マッハはアルスターの住民たちに「五日間の産みの苦しみ」を受ける呪いをかけたという。

マッハ(Macha)は、ケルト神話に伝わる戦いの三女神の一柱。正確には古アイルランド語でヴァハと呼ばれ、その名はケルト語で「平原」の意である magesiā に由来する。「赤い鬣（たてがみ）のマッハ(Macha Mong Ruad)」または「赤毛のマッハ(Macha Dearg)」と呼ばれることもある。
馬、戦い、豊饒、および主権を司ると言われる。戦士達を戦闘の狂気の渦へ導くとされ、モリガンが魔法の他に槍を用いて戦うのに対し、マッハは常に魔法のみを用いて戦う。戦死者の首を食べるとされ、敵の首を門に飾るケルトの風習は「ヴァハの木の実の餌」と呼ばれ、彼女への供物だといわれている。
神話では女神エルンワスの娘で、モリガン、バズヴとは三姉妹だとされている。フィル・ヴォルグ族との戦いでは魔法を駆使してトゥアハ・デ・ダナーンの勝利に貢献したが、フォモール族との戦いでバロールにヌアザと共に殺された。マッハは何度も転生を繰り返し、ネヴェズ族の族長の妻やミレ族の王女、クルンヌッフ（クルンチュー）の妻たる妖精となって度々神話に登場している。